# 简笔人物画

簡單的簡筆劃。

简笔人物画（或稱火柴人圖、单线条画、棒线画、人物线条画）是指一種僅僅以一些直線、曲線和點構成的簡單的人或動物圖形。在一個简笔人物画中，所繪畫的圖形的頭部通常會以一個圓形表示，而其頭部有時候會以一些面部細節點綴，如眼睛、嘴、粗略地描繪的頭髮等。简笔人物的手臂、腿部、以及軀幹會以直線表示，而這些部位的細節，如手部、腳部、脖子等則有時候會存在。
简笔人物的塗鴉在人類歷史中曾出現過，且經常繪於硬質表面，如岩石或混凝土牆上以壁畫的形式出現。在電影中，简笔人物亦不時被用於繪製連圖板中。

## 歷史
简笔人物画最早出現於原始藝術中。幾萬年後，使用圖像作單詞或語素的書寫系統，如使用象形文字的埃及和中國，開始簡化人類和其他物件以作語言符號使用。
在近代，简笔人物於1964年在東京奥林匹克运动会中首次被國際性地使用。當時，日本設計師勝見優和山下吉弘以不同简笔人物作為不同運動的標誌，並因此奠定了未來奥林匹克运动会以简笔人物作運動標誌的基礎。於1972年，德國設計師奥托·艾舍為慕尼黑奧林匹克運動會設計了一系列的简笔人物作奧運會的各項運動標誌。在那個時候，简笔人物画開始被廣泛使用。於1974年至1979年期間，美國運輸部委託平面設計協會設計了AIGA符号。AIGA符号是50個被用於交通樞紐、大型活動、公共場所等會有很多不同語言的人聚集的地方的简笔人物画，而這些圖均屬於公有領域的。這些AIGA符号在現今世界各地均被廣泛地使用。

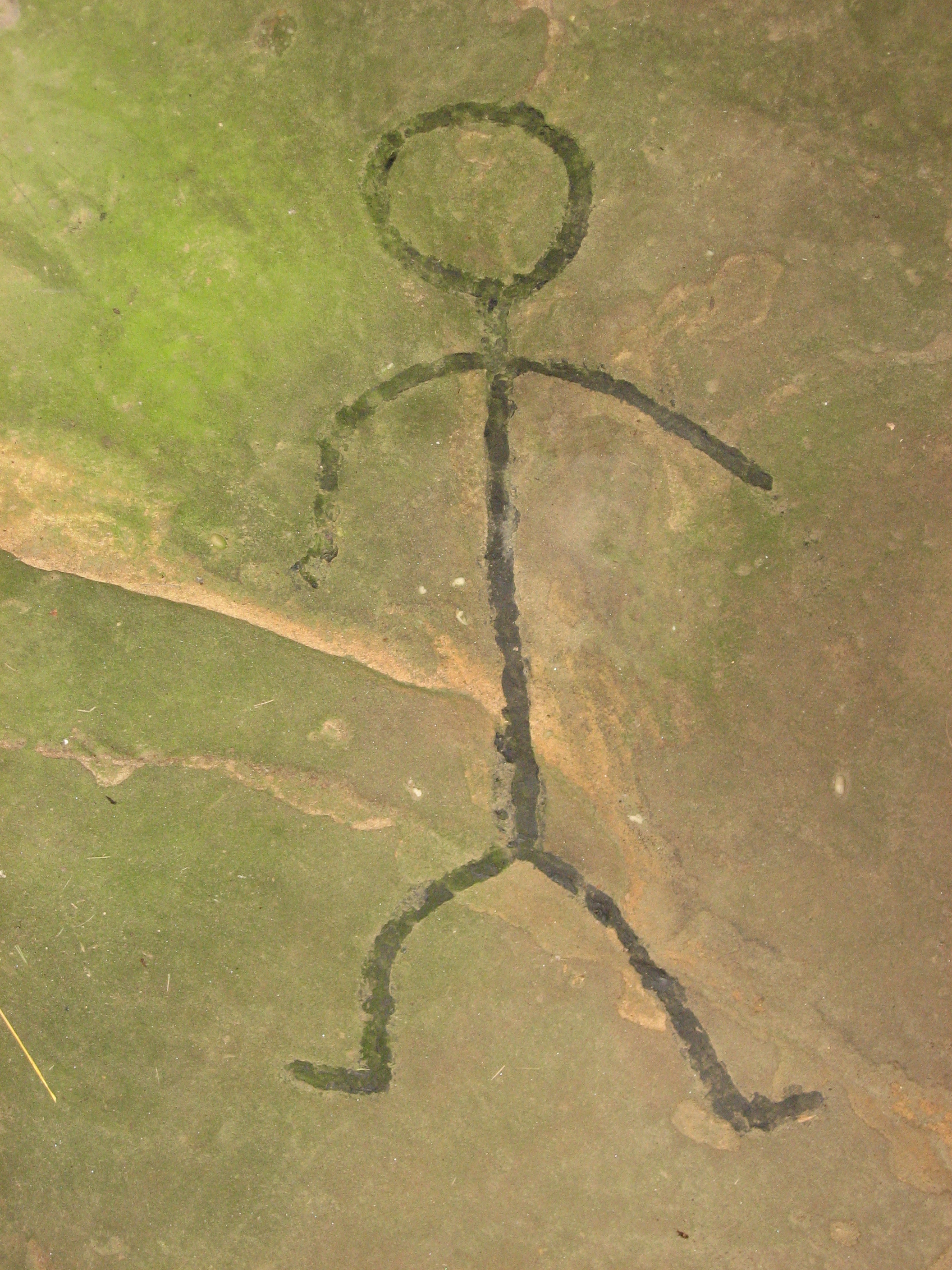
美國利奧摩崖石刻上的原始藝術简笔人物画。
關於使用飲水機的AIGA符号。
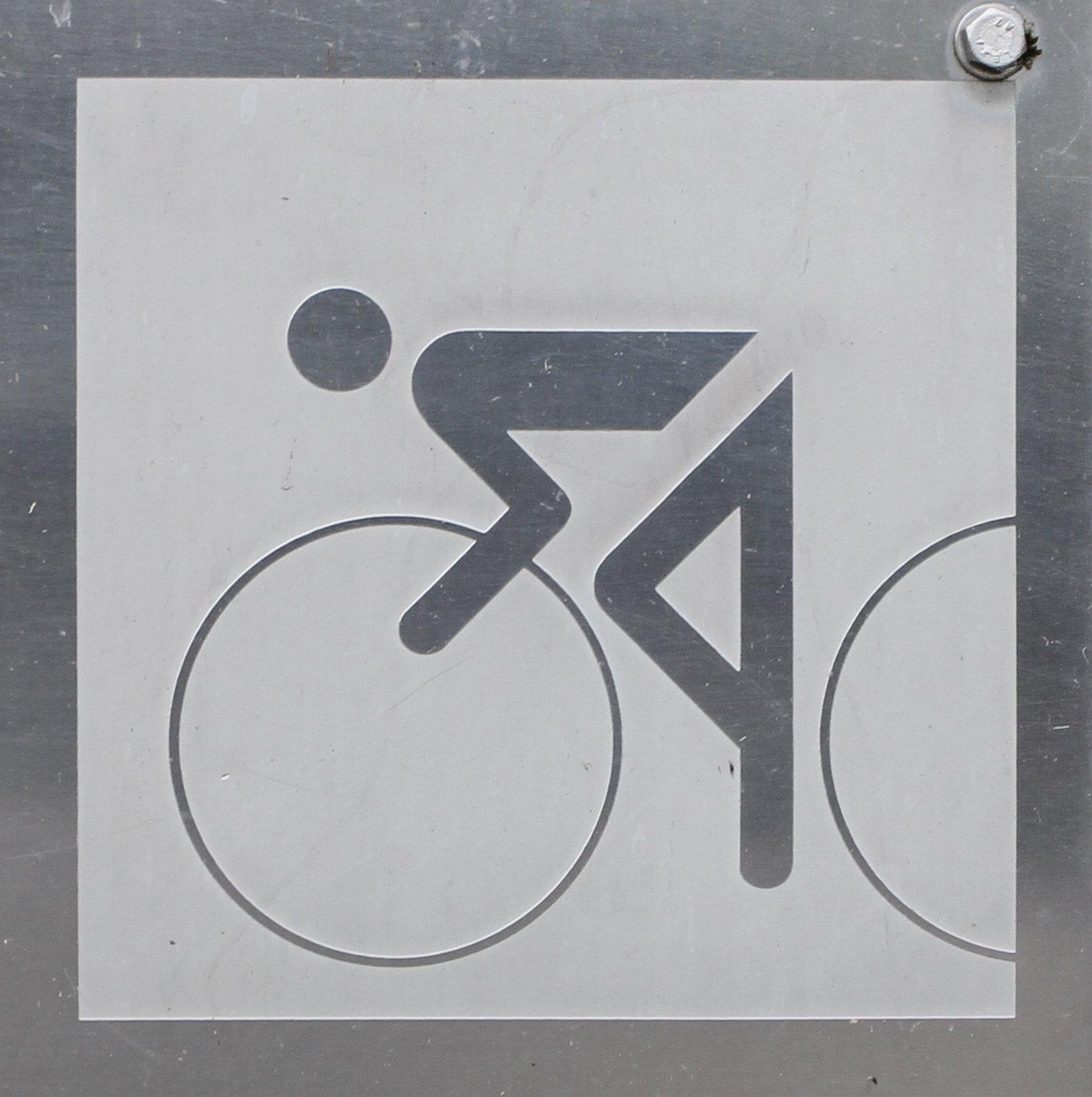
奥托·艾舍為1972年慕尼黑奧林匹克運動會設計的其中一個運動標誌，單車項目。

## 火柴人大战

简笔格鬥動畫。

简笔人物画經常用於由Adobe Flash製作的動畫中。製作者使用简笔人物是因為它們容易繪製，且比完整圖像動畫化的速度要快得多，難度也要低得多。一些線上简笔人物動畫系列，如《小小作品》及《Hyun's Dojo》等简笔人物動畫，都是以Flash製作的。
網上亦有許多製作简笔人物動畫的軟件，這些軟件允許使用者逐幀製作動畫，或以動畫的開始和終結推算出中間的動畫片斷。使用這些軟件製作的動畫更可以導出各種格式，並將之上載互聯網。Pivot Stickfigure Animator、這是火柴人動畫劇場、以及Stykz均為简笔人物動畫軟件。
火柴人還變了一種動畫師小玩意，有些動畫師會創作一個火柴人角色去同其他的火柴人角色戰鬥，這些角色有自己的名字和自己的技能，不過他們全部也被稱為角鬥士，英文簡稱是RHG。

## 藝術

倫敦塗鴉藝術家Stik的作品

漫畫如《废柴兄弟会》（The Order of the Stick）和《xkcd》均以简笔人物作為其角色造形。
倫敦塗鴉藝術家Stik經常在其作品中使用简笔人物。他的作品主要出現於哈克尼區中，並曾與國際特赦組織、收復街道聯盟等組織合作。

## 外部連結
- 關於简笔人物動畫的巴西網站 （页面存档备份，存于）
- 50個AIGA符号 （页面存档备份，存于）